# Mosier
Mosier est une ville du comté de Wasco en Oregon, aux États-Unis.